# Kormanice
Kormanice – wieś w gminie Fredropol, powiecie przemyskim, w województwie podkarpackim.
Wieś leży na szlaku architektury drewnianej województwa podkarpackiego.
We wsi znajduje się cerkiew greckokatolicka pw. Soboru Bogarodzicy (obecnie kościół rzymskokatolicki), wzniesiona została w 1923. Cerkiew w Kormanicach należy do grupy zabytków, których forma ukształtowała się w wyniku świadomych poszukiwań stylistycznych, mających doprowadzić do wypracowania form tzw. uniwersalnego "stylu narodowego".
Andrzej Maksymilian Fredro stworzył z jej części miasteczko Fredropol.

## Demografia
- 1900 – 735 grekokatolików, 32 rzymskich katolików, 27 żydów[8]